# Jisp (pictogrammen)
JISP of Jabber IconSet Package (vrije vertaling: Jabber-pictogrammensetpakketten) is een bestandsformaat voor pictogrampakketten dat gebruikt wordt door enkele (vooral opensource) chatprogramma's. Het formaat werd oorspronkelijk ontwikkeld voor Jabber-clients, maar wordt nu ook gebruikt door andere software (zie hieronder).

## Ondersteuning (selectie)
- Coccinella
- JBother
- Psi
- SIM
- Tkabber